# Allendorf (Sundern)
Allendorfⓘ – dzielnica miasta Sundern w Hochsauerlandkreis, w kraju związkowym Nadrenia Północna-Westfalia, w rejencji Arnsberg.

## Historia
W 1407 roku Allendorf zdobyło prawa miejskie. W 1424 roku Dytryk II z Moers przyznał miastu takie same prawa miejskie, jakie posiadały inne miasta i zamki. Od tego momentu można znaleźć wzmianki o burmistrzach i członkach rady miasta.
W 1801 roku Allendorf składało się z 68 domów. W 1906 roku rada miejska została przeniesiona do Sundern. W 1961 roku Allendorf miało powierzchnię 13,37km² i 1004 mieszkańców. 1 stycznia 1975 roku Allendorf zostało dzielnicą Sundern.